# Round Hill Village (Nevada)
Round Hill Village es un lugar designado por el censo ubicado en el condado de Douglas en el estado estadounidense de Nevada. En el año 2010 tenía una población de 759 habitantes.

## Geografía
Round Hill Village se encuentra ubicado en las coordenadas 39°59′47″N 119°55′3″O / 39.99639, -119.91750.